# Oppidum Steinsburg

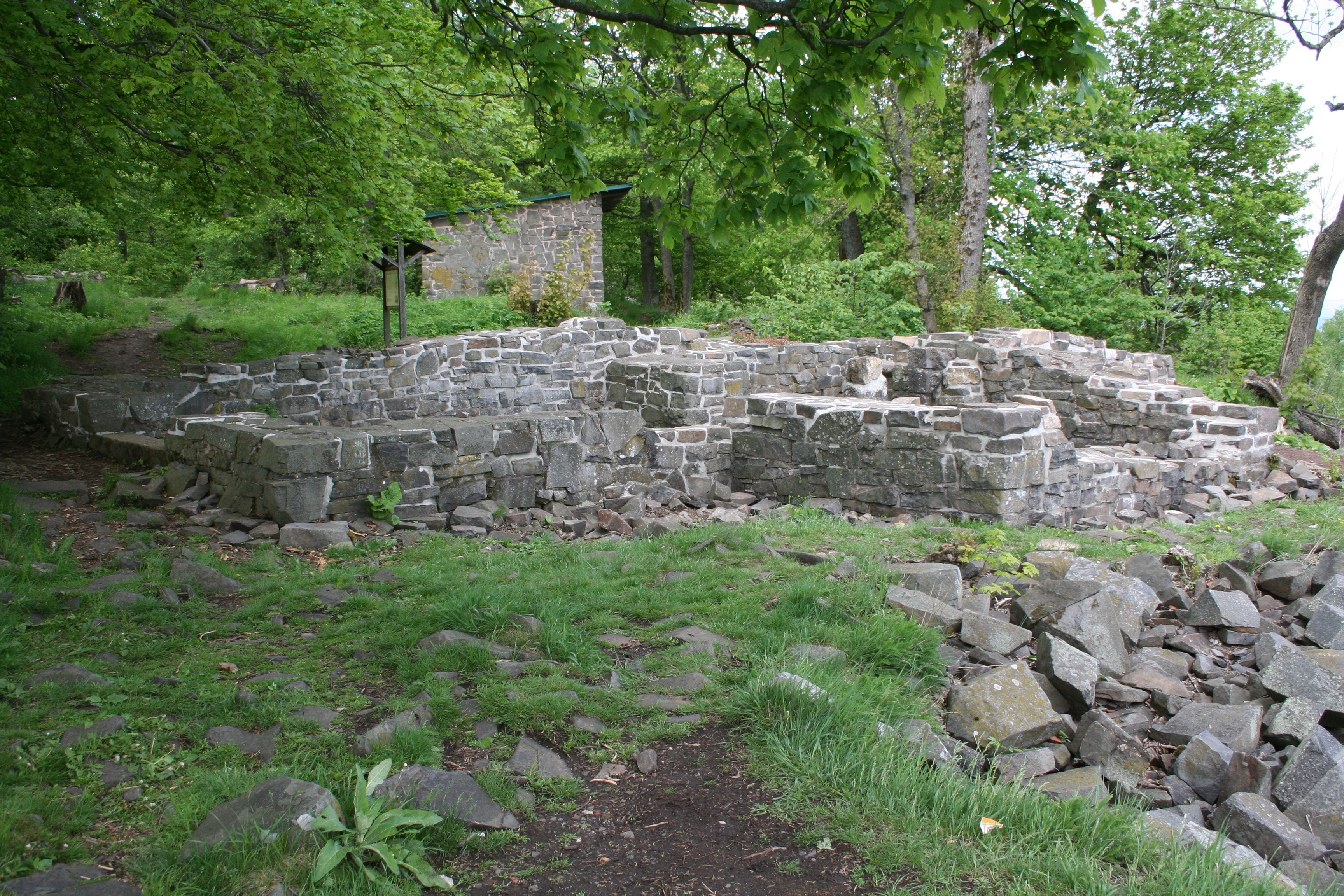
Grundmauern der mittelalterlichen Wallfahrtskapelle St. Michael auf dem Kleinen Gleichberg

Steinsburg nennt der Volksmund die Reste eines keltischen Oppidums auf dem Kleinen Gleichberg in Südthüringen im Landkreis Hildburghausen bei Waldhaus nahe Römhild.

## Geschichte und Beschreibung

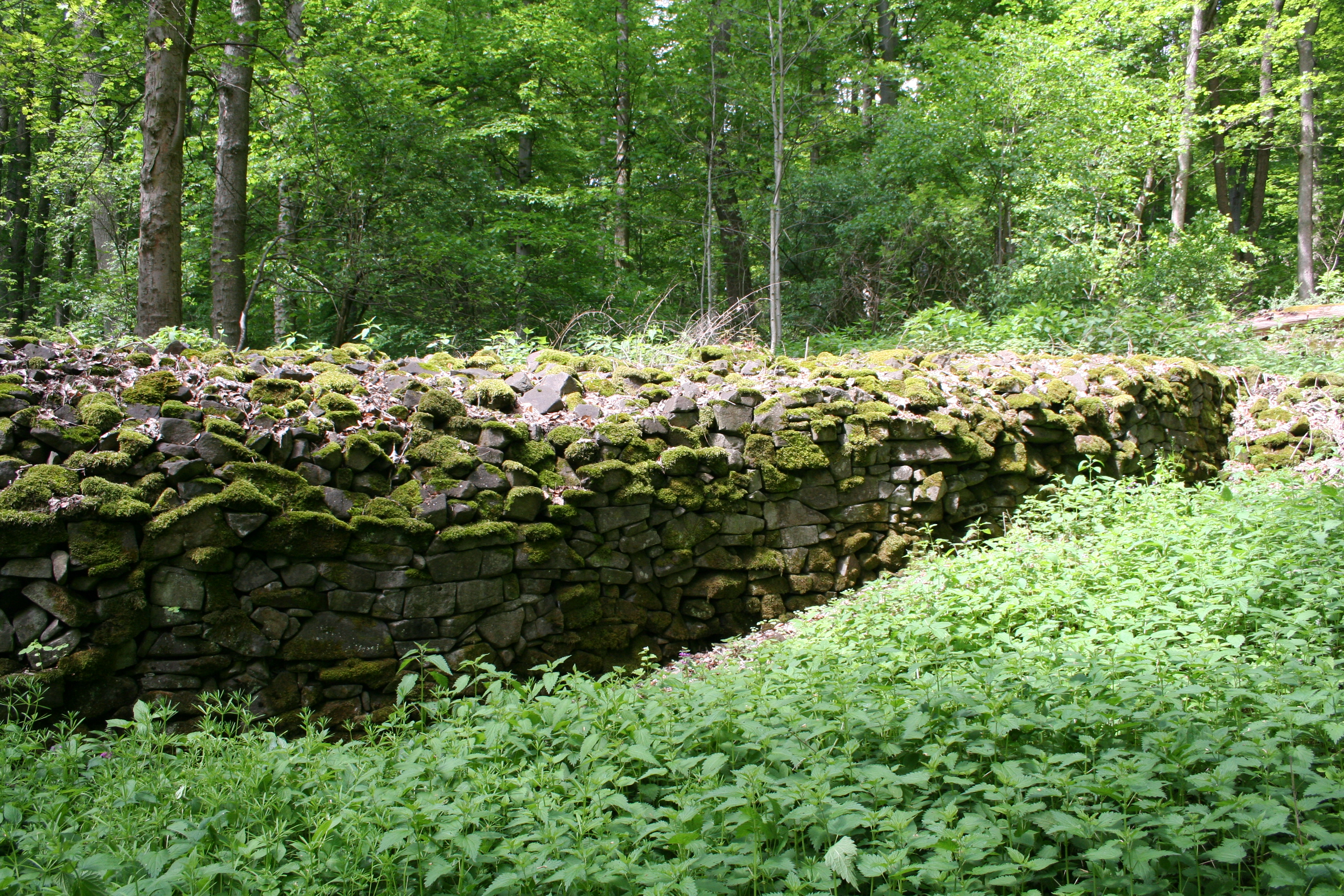
Reste der Steinsburg

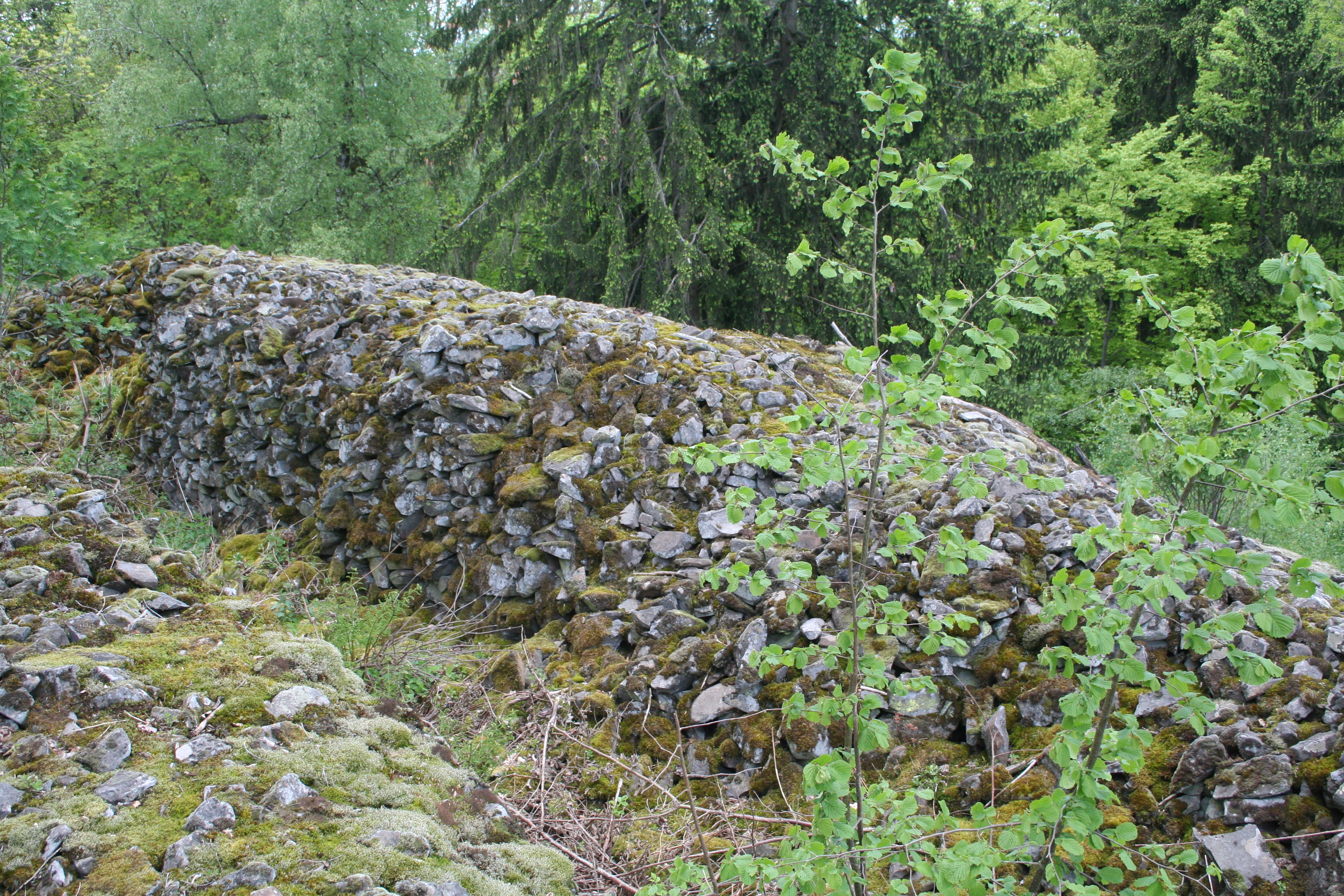
Reste der Steinsburg

Der Kleine Gleichberg (641 m) bildet mit dem gegenüberliegenden Großen Gleichberg (679 m) ein „geologisches Zwillingspaar“. Beide Berge sind Basaltkegel mit vulkanischem Ursprung. Vermutlich entstand der Begriff Steinsburg (867: Steinberg) wegen der großen Steinfelder, die das Bergplateau umgeben. Bereits Johann Wolfgang von Goethe erkannte den vulkanischen Ursprung dieser Steinfelder, der Basalt des ehemaligen Vulkanschlotes zerfiel durch Erosion zu den heute sichtbaren Blockmeeren, die ein typisches Kennzeichen zerfallender Vulkanruinen sind. Diese Basaltblöcke wurden in keltischer Zeit zur Anlage von Trockenmauern verwendet, die das Oppidum schützen sollten. Insgesamt wurden drei Mauerringe errichtet, die ähnlich wie Stadtmauern den Berg umgaben. Die äußerste Mauer ist drei Kilometer lang und umschließt eine Fläche von 66 Hektar. Nur einige kurze Stücke dieser Mauern sind teilweise erhalten, die eingestürzten Teile lassen aber noch die alte Struktur erkennen.
Bei der Abräumung großer Teile der Steinfelder für den Straßenbau (ab 1838) stieß man zufällig auf Metallgegenstände und andere Artefakte und erkannte später den keltischen Ursprung derselben. Der ab 1858 verstärkte Basaltabbau zerstörte bevorzugt die leicht erreichbaren unteren Mauerringe und förderte eine Unmenge von Funden zutage, von denen hauptsächlich die Metallfunde in verschiedenen Sammlungen erhalten worden sind. Auf Betreiben von Alfred Götze wurden zwischen 1902 und 1927 die Steinbruchbetriebe eingestellt. Im Jahr 1929 wurde das Steinsburgmuseum auf dem Sattel zwischen Großem und Kleinem Gleichberg gebaut, wo ein Großteil der Funde bis heute ausgestellt sind.
Die Gleichberge werden von einigen Wissenschaftlern mit dem in der Geographie des Klaudios Ptolemaios erwähnten Ort Bikourgion gleichgesetzt. In der wissenschaftlichen und Heimatliteratur werden die Namen Kleiner Gleichberg und Steinsburg nebeneinander benutzt.
Die großflächigen Zerstörungen haben zur Bergung einer ungewöhnlich hohen Anzahl vor allem von Metallfunden geführt. Allerdings sind dabei oft die Fundzusammenhänge nicht beachtet worden. Außerdem enthalten die Altfunde wenig Keramikfunde, da Gefäßscherben im 19. Jahrhundert oft nicht aufbewahrt wurden. Untersuchungen der Fundumstände fanden bereits 1874 durch einen Römhilder Arzt statt. Im frühen 20. Jahrhundert erfolgten planmäßige Grabungen durch den Prähistoriker Alfred Götze. In jüngster Zeit wurden einige der erhaltenen Befestigungsreste konserviert, mussten aber teilweise hierzu auseinandergenommen und neu aufgeschichtet werden.